# Margarita Gil Roësset
Margarita Gil Roësset (Las Rozas, 3 de març de 1908 - 28 de juliol de 1932), o Marga Gil Roësset, va ser una escultora, il·lustradora i poeta espanyola. Va morir jove i la seva obra és escassa i d'un gran valor. Les seves il·lustracions van inspirar l'escriptor i il·lustrador Antoine de Saint-Exupéry per a la seva obra d'El Petit Príncep, que les coneixia per la seva habituals visites a Espanya.
Forma part d'una saga familiar de dones artistes: la seva germana va ser l'escriptora Consuelo Gil Roësset (1905-1995), la seva tia va ser la pintora María Roësset Mosquera (1882-1921), la seva cosina, també pintora, Marisa Roësset Velasco (1904-1976), i la seva neboda va ser la poeta i fotògrafa Margarita Clark.

## Biografia
Marga neix al si d'una família de l'alta burgesia, filla de Julián Gil Clemente, general d'enginyers guardonat per l'exèrcit, i Margot Röesset Mosquera, d'origen franc-gallec, dona d'una gran cultura i sensibilitat. Té tres germans més: Consuelo, Pedro (que morí prematurament) i Julián, i van ser educats per la mare des d'una estricta moral religiosa, cosa que no va impedir que fossin educats també des d'una perspectiva artística i intel·lectual. Marga i Consuelo, des de ben petites, tocaven el piano, parlaven quatre idiomes, visitaven museus europeus i llegien habitualment. També van aprendre a dibuixar amb el pintor José María López Mezquita.
Amb set anys Margarita Gil ja va escriure i dibuixar un conte per a la seva mare, El niño curioso. El 1920, amb tan sols dotze anys, Marga va il·lustrar El niño de oro, un conte infantil escrit per la seva germana Consuelo, que en tenia quinze. L'any 1923 Consuelo i Marga van publicar a París la seva segona obra conjunta, Rose des Bois, escrita en francès i publicada per la Librairie Plon, que es va convertir ràpidament en una obra de culte.
A partir d'aquesta obra totes dues germanes deixen de col·laborar artísticament i Marga comença a esculpir. Amb catorze anys assisteix a l'estudi de l'escultor Victorio Macho, tot i que aquest, en veure els seus treballs, determina que pot continuar en solitari, assolint amb quinze anys una tècnica molt bona.
A l'Exposició Nacional de Belles Arts del 1930, Marga exposa una de les seves obres per primer cop, de fet un conjunt escultòric, Adan y Eva, amb un gran èxit de crítica. L'escriptora i periodista Rosa Arciniega de Granda en va admirar la potència i originalitat i li va dedicar un article a la revista Crónica. Dos anys més tard hi participa de nou, aquest cop amb una escultura en pedra titulada Caín.
El 1931 coneix la dona de Juan Ramón Jimenez, Zenòbia Camprubí i Aymar en un sopar. Posteriorment coneixerà també Juan Ramón quan Zenòbia la convida al teatre i a partir d'aquest moment Marga iniciarà una estreta relació amb el matrimoni Jimenez-Camprubí. Amb el temps Marga s'enamoraria de Juan Ramón, que no la correspongué. Aquest fet, combinat amb el fet que els seus pares no li permetien marxar a París sola a estudiar, la portà a suïcidar-se el 28 de juliol de 1932, deixant un diari i una sèrie de cartes de comiat a la seva mare, germana, a Juan Ramón i a Zenòbia. Abans de morir havia anat al seu taller i havia destruït algunes de les seves obres com Adan y Eva, La niña que sonríe i Torso de hombres, entre d'altres.

## Obra i llegat

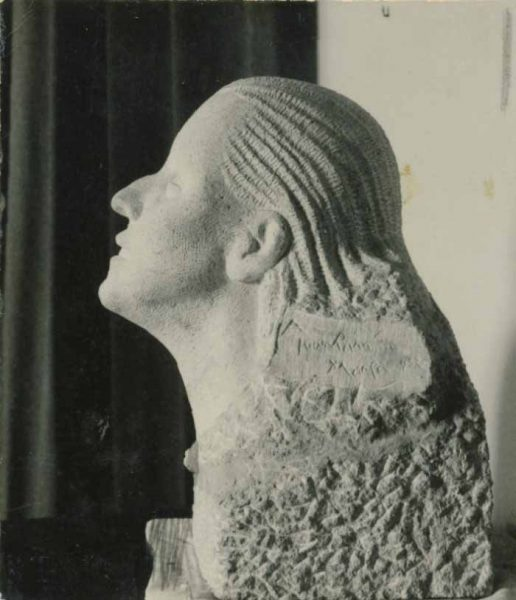
Marga Gil Roësset: Bust de Zenòbia Camprubí (1932). Col·lecció particular, Madrid.

La majoria de les seves escultures eren de guix patinat i daurat i normalment va representar nens en postures caricaturesques però molt expressives, en les quals la idea era més important que l'aparença física dels personatges.
Se n'han localitzat únicament 16 escultures originals i 10 rèpliques, així com una vuitantena de dibuixos, que es van poder veure en l'exposició que l'any 2000 li va dedicar el Real Círculo de Bellas Artes, comissariada per Ana Serrano.
El llibre Amarga Luz, de l'escriptoria i fotògrafa Marga Clark, neboda de Margarita Gil, recull la història de l'escultora.

### Escultures
- Maternidad (1929)[13]
- La niña que sonríe[13]
- Para toda la vida[13]
- Adán y Eva, 1930
- Caín, 1932[11]
- Grupo, 1932[13]
- Zenobia Camprubí, 1932[13]
- Para toda la vida[12]

### Il·lustracions
- El niño curioso, 1915[10]
- El niño de oro, 1920[10]
- Rose des Bois, 1923
- Canciones de niños,1932[13]